# Billy Traber
William Henry Traber, Jr., dit Billy Traber, né le 18 septembre 1979 à Torrance (Californie) aux États-Unis, est un joueur américain de baseball évoluant en Ligue majeure de baseball de 2003 à 2009. Ce lanceur de relève est actuellement agent libre.

## Carrière
Billy Traber est drafté le 5 juin 2000 par les Mets de New York. Il est échangé le 13 décembre 2001 aux Indians de Cleveland où il fait ses débuts en Ligue majeure le 4 avril 2003.
Il signe comme agent libre chez les Nationals de Washington le 23 mars 2006. Libéré de son contrat le 5 décembre 2007, il s'engage avec les Yankees de New York pour la saison 2008. Il dispute 19 matches aves les Yankees et évolue principalement en Triple-A avec les Scranton/Wilkes-Barre Yankees.
Traber rejoint l'organisation des Red Sox de Boston le 20 novembre 2008. Il commence la saison 2009 en Triple-A sous les couleurs des Pawtucket Red Sox.